# Fakultet agrobiotehničkih znanosti u Osijeku
Fakultet agrobiotehničkih znanosti Osijek visoko je učilište u sastavu Sveučilišta Josipa Jurja Strossmayera u Osijeku.

## Povijest
Fakultet je osnovan 18. listopada 1960. pod nazivom Visoka poljoprivredna škola kao dio Sveučilišta u Zagrebu. Do osnutka fakulteta, nositelj znanstveno-istraživačke djelatnosti u poljoprivredi bio je Poljoprivredni institut Osijek. 
1970. Visoka poljoprivredna škola mijenja naziv u Poljoprivredno-prehrambeno-tehnološki fakultet.
1975. osnovano je Sveučilište u Osijeku, čijim članom postaje i Poljoprivredno-prehrambeno-tehnološki fakultet.
1976. fakultet dobiva naziv Poljoprivredni fakultet u Osijek, kada je tadašnji Poljoprivredno-prehrambeno-tehnološki fakultet podijeljen na Poljoprivredni fakultet i Prehrambeno-tehnološki fakultet. Iste godine u sastavu osječkog Sveučilišta osnovan je Biotehnički znanstveno-nastavni centar (BTZNC), koji udružuje Poljoprivredni fakultet, Poljoprivredni institut i Prehrambeno-tehnološki fakultet.
1977. sva tri člana Biotehničkog znanstveno-nastavnog centra sele u novoizgrađenu zgradu na Tenjskoj cesti. Useljenjem u veću zgradu poboljšana je kvaliteta djelatnosti fakulteta.
1. siječnja 1978. fakultet se udružuje s Višom poljoprivrednom školom Vinkovci.
1990. Poljoprivredni fakultet napušta Biotehnički znanstveno-nastavni centar i nastavlja svoje djelovanje kao samostalna ustanova. 
1991., za vrijeme Domovinskog rata, zgrada fakulteta teško je oštećena, što onemogućava daljni rad u njoj. Do 1994. nastava se izvodila na nekoliko mjesta u gradu, primjerice na Ekonomskom, Pravnom i Pedagoškom fakultetu.
1995. fakultet se preselio u Tvrđu, u bivšu zgradu Generalata, gdje je smješten rektorat Sveučilišta. U tom prostoru, fakultet je djelovao do 2011. godine, kada se preselio u novoizgrađeni Sveučilišni kampus.
2018. fakultet mijenja ime u Fakultet agrobiotehničkih znanosti Osijek.
Od akademske godine 2005./2006. fakultet djeluje po principima Bolonjske deklaracije.

## Ustrojstvo
- Zavod za agroekologiju i zaštitu okoliša
  - Katedra za kemiju i biokemiju
  - Katedra za fiziologiju i ishranu bilja
  - Katedra za pedologiju i zaštitu okoliša
  - Katedra za mikrobiologiju
  - Centralni laboratorij za agroekologiju i zaštitu okoliša

- Zavod za animalnu proizvodnju i biotehnologiju
  - Katedra za hranidbu, anatomiju i fiziologiju životinja
  - Katedra za uzgoj i genetiku domaćih životinja
  - Katedra za govedarstvo i konjogojstvo
  - Katedra za peradarstvo i svinjogojstvo
  - Katedra za ovčarstvo, kozarstvo i ekološku zootehniku
  - Katedra za lovstvo i ribarstvo
  - Katedra za pčelarstvo i zoologiju
  - Katedra za animalne proizvode i sigurnost hrane
  - Centralni laboratorij za animalnu proizvodnju i biotehnologiju

- Zavod za biljnu proizvodnju i biotehnologiju
  - Katedra za opću proizvodnju bilja i agroklimatologiju
  - Katedra za poljoprivredne melioracije
  - Katedra za genetiku, oplemenjivanje bilja i sjemenarstvo
  - Katedra za žitarice, industrijsko i krmno bilje
  - Katedra za voćarstvo, vinogradarstvo i vinarstvo
  - Katedra za povrtlarstvo, cvjećarstvo i ljekovito bilje
  - Centralni laboratorij za biljnu proizvodnju i biotehnologiju

- Zavod za bioekonomiju i ruralni razvoj
  - Katedra za agrarnu i ruralnu ekonomiju
  - Katedra za marketing i istraživanje tržišta
  - Katedra za menadžment i financije
  - Katedra za strane jezike i tjelesnu i zdravstvenu kulturu

- Zavod za fitomedicinu
  - Katedra za entomologiju i nematologiju
  - Katedra za fitopatologiju
  - Katedra za herbologiju i fitofarmaciju
  - Katedra za zaštitu uskladištenih proizvoda i posliježetvene tehnologije
  - Centralni laboratorij za fitomedicinu

- Zavod za poljoprivrednu tehniku i obnovljive izvore energije
  - Katedra za strojarstvo i elektrotehniku u poljoprivredi
  - Katedra za eksploataciju, ergonomiju i održavanje poljoprivredne tehnike
  - Katedra za strojeve i uređaje u biljnoj proizvodnji
  - Katedra za geoinformacijske tehnologije i geografski informacijski sustav (GIS)
  - Centralni laboratorij za poljoprivrednu tehniku i obnovljive izvore energije

- Pokušalište

- Centar za cjeloživotno učenje

- Tajništvo

## Vanjske poveznice
- Službene stranice
- Fakultet agrobiotehničkih znanosti Osijek Hrvatska tehnička enciklopedija, portal hrvatske tehničke baštine. LZMK